# Rodrigue Dikaba
Rodrigue Dikaba (* 28. Oktober 1985 in Toulouse) ist ein ehemaliger französisch-kongolesischer Fußballspieler und heutiger Trainer.

## Als Spieler

### Verein
Dikaba begann seine Spielerkarriere 2003 bei den unterklassigen französischen Vereinen Arras Football und AS Beauvais. 2009 wechselte zum rumänischen Erstligaaufsteiger Ceahlăul Piatra Neamț, den er nach einer Saison wieder verließ. Im August 2010 unterzeichnete er einen Vertrag beim englischen Drittligisten Oldham Athletic. Für die "Latics" kam er nur in einem einzigen Ligaspiel zum Einsatz. Am 18. Oktober 2010 wurde Dikaba entlassen, nachdem er in einem Länderspiel für die Demokratische Republik Kongo verletzt worden war und entgegen der Anweisung seines Trainers Paul Dickov einen eigenen Arzt in Paris aufsuchte. Es folgten weitere Jahre bei unterklassigen Klubs in Frankreich und Belgien. 2015 wechselte er in die erste luxemburgische Liga zu F91 Düdelingen. Mit diesem Verein gewann er dreimal in Folge die Meisterschaft sowie zweimal die Coupe de Luxembourg. Im Jahr 2018 verließ er Düdelingen und wechselte  zu CS Fola Esch. Dort gewann er 2021 einen weiteren Meistertitel, doch schon im Januar 2022 wechselte Dikaba zum Ligarivalen RFC Union Luxemburg. Ab dem Sommer 2022 war Dikaba wieder im französischen Amateurbereich aktiv und beendete dort 2025 seine Karriere.

### Nationalmannschaft
Von 2008 bis 2011 bestritt Dikaba zwölf A-Länderspiele (davon ein inoffizielles) für die DR Kongo, in denen er ohne Torerfolg blieb.

## Erfolge
- Luxemburgischer Meister: 2016, 2017, 2018, 2021
- Luxemburgischer Pokalsieger: 2016, 2017
- Luxemburgischer Ligapokalsieger: 2016, 2018

## Als Trainer
Seit dem 1. Juli 2025 ist Dikaba Co-Trainer seines ehemaligen Vereins, dem luxemburgischen Erstligisten F91 Düdelingen.